# Tosteblåvinge
Tosteblåvinge (Celastrina argiolus) är en fjärilsart av familjen juvelvingar. Den förekommer över större delen av norra halvklotet och kan i Sverige ses flyga redan i april. Tosteblåvingen är Finlands nationalfjäril.

## Kännetecken

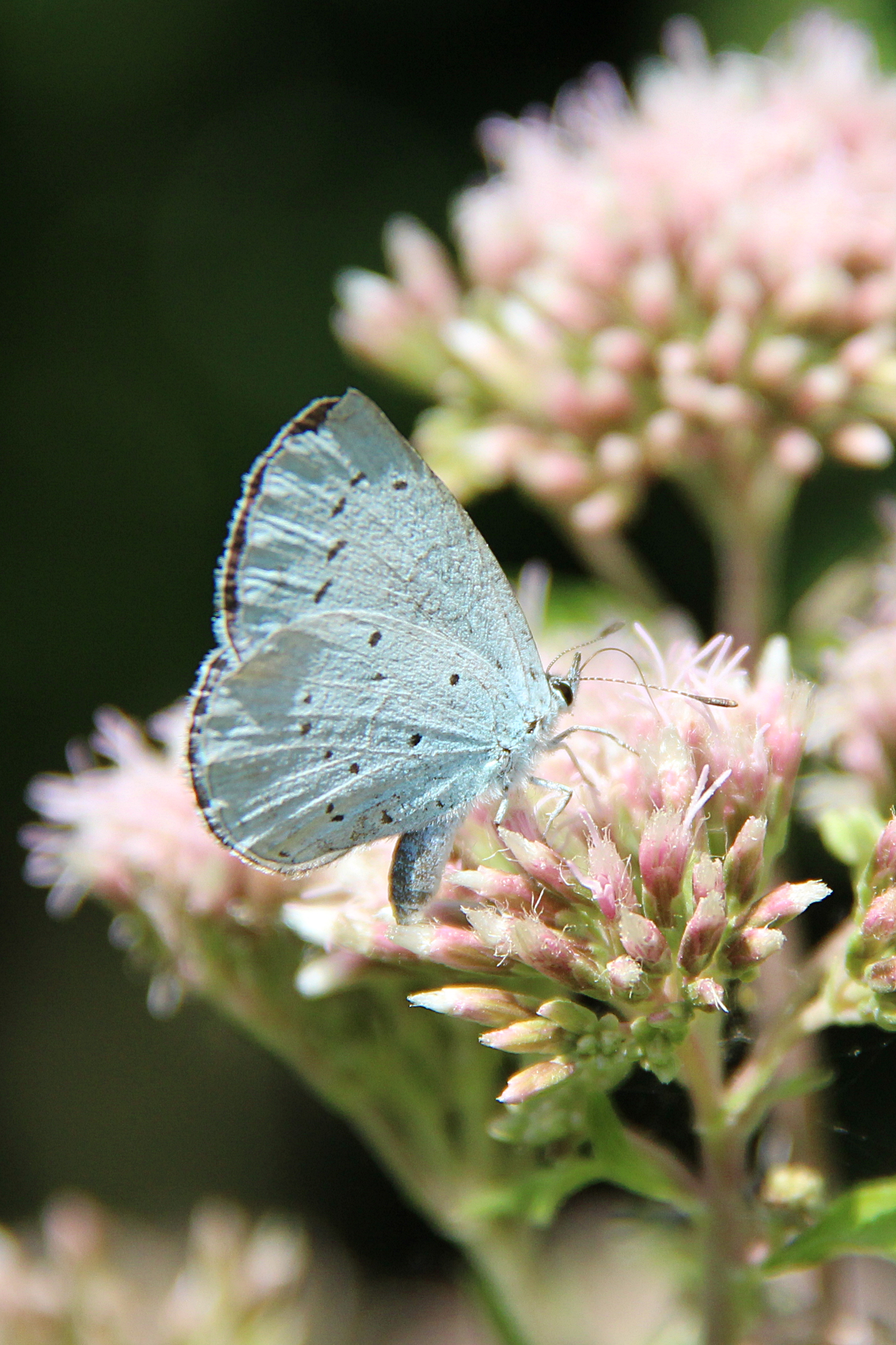
Tosteblåvinge (♀)

Vingspannet är 23-32 mm. Honan har typiskt brett utkantsband som sträcker sig förbi vinghörnet och båda könen har fläckiga vingfransar. Undersidan av bakvingen är grå med svarta fläckar, helt utan vita och orangebruna fläckar. Vingarna är tunnare än på många andra fjärilsarter och blir snabbt slitna. Äggen är grönvita och larverna är som nykläckta först gröna, för att senare bli bruna. 

## Levnadssätt
Tosteblåvinge lever i de flesta träd och buskrika miljöer, gärna i gläntor och längs mindre skogsvägar. Den viktigaste värdväxten är brakved (toste är ett annat namn på brakved), men larverna kan även leva på odon, blåbär, ljung, getapel, skogskornell, benved och murgröna. Den är den tidigast flygande blåvingen i Sverige och kan ses redan i april. Den första generationen flyger till juni, den partiella andra generationen i juli till augusti. Äggen läggs ett och ett på värdväxten och kläcks efter 4 dagar. Larvutvecklingen tar 3 veckor. Puppan fästs på blad och kläcks antingen efter 2 veckor, eller så övervintrar den.

## Utbredning
Utbredningsområdet omfattar hela Europa utom Island, Nordafrika, Sibirien, Asien till Kamtjatka, Japan, Kina och söderut till Indien och Malaysia. Arten finns även i Nordamerika söderut till Panama. I Sverige finns arten upp till Jämtland (Storsjöbygden) och kusten vid norra Bottenviken. I Finland finns arten i hela landet upp till Lappland. I Norge finns den upp till Sør-Trøndelag, och i Danmark finns den i hela landet.

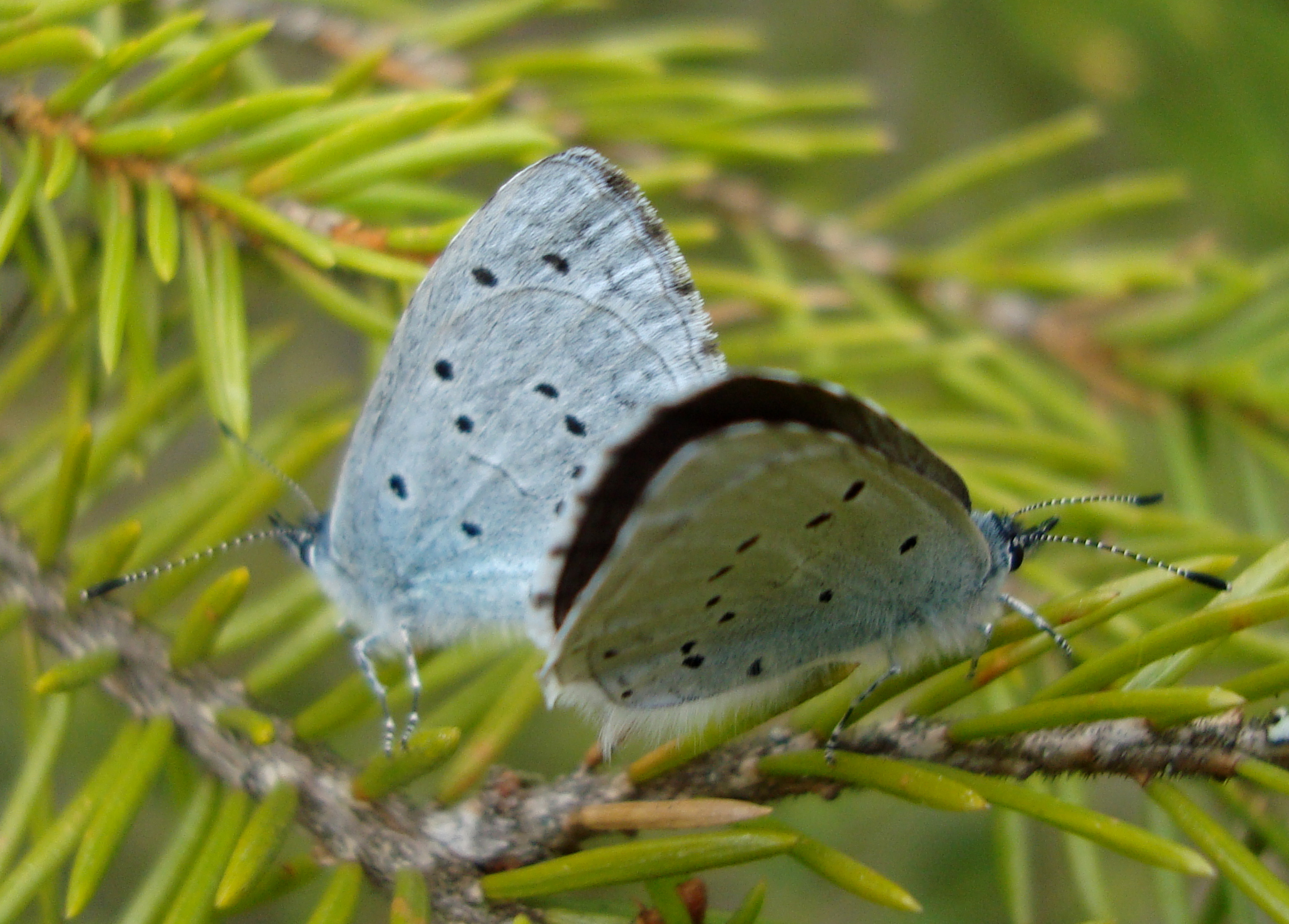
Parningsakt mellan hanne och hona av tosteblåvinge

### Fotnoter
1. 1 2  Yle. ”Tosteblåvingen är Finlands nationalfjäril”. https://svenska.yle.fi/artikel/2017/06/15/tosteblavingen-ar-finlands-nationalfjaril. Läst 7 augusti 2017.
2. 1 2  Claes U. Eliasson (2005, 2015). ”Tosteblåvinge Celastrina argiolus”. Artdatabanken. https://artfakta.artdatabanken.se/taxon/201137. Läst 1 september 2017.

- Wikimedia Commons har media som rör Tosteblåvinge.